# Liste der Kulturdenkmale in Bullenkuhlen
In der Liste der Kulturdenkmale in Bullenkuhlen sind alle Kulturdenkmale der schleswig-holsteinischen Gemeinde Bullenkuhlen (Kreis Pinneberg) und ihrer Ortsteile aufgelistet (Stand: 10. März 2025)

## Legende
In den Spalten befinden sich folgende Informationen:
- Objekt-ID: die Nummer des Kulturdenkmales
- Lage: die Adresse des Kulturdenkmales und die geographischen Koordinaten. Kartenansicht, um Koordinaten zu setzen. In der Kartenansicht sind Kulturdenkmale ohne Koordinaten mit einem roten Marker dargestellt und können in der Karte gesetzt werden. Kulturdenkmale ohne Bild sind mit einem blauen Marker gekennzeichnet, Kulturdenkmale mit Bild mit einem grünen Marker.
- Offizielle Bezeichnung: Bezeichnung des Kulturdenkmales
- Beschreibung: die Beschreibung des Kulturdenkmales
- Bild: ein Bild des Kulturdenkmales

## Bauliche Anlagen
| Objekt-ID      | Lage                                   | Offizielle Bezeichnung | Beschreibung | Bild |
| -------------- | -------------------------------------- | ---------------------- | --- | ---- |
| 12929 Wikidata | Abbau 10 (53° 45′ 55″ N, 9° 43′ 59″ O) | Kate                   | Kate; Ende 19. Jahrhundert; massiver Backsteinbau mit zwei im oberen Bereich verbretterten Vollgiebeln, Reetdach - Begründung: geschichtlich, Kulturlandschaft prägend - Schutzumfang: gesamtes Objekt - Denkmaltyp: Bauliche Anlage | BW   |

## Quelle
- Liste der Kulturdenkmale in Schleswig-Holstein – Kreis Pinneberg (PDF)